# Selección femenina de fútbol sub-17 de Paraguay
La Selección femenina de fútbol sub-17 de Paraguay es el equipo formado por jugadoras de nacionalidad paraguaya menores de 17 años de edad, que representa a la Asociación Paraguaya de Fútbol en la Copa Mundial Femenina de Fútbol Sub-17 y en el Campeonato Sudamericano Femenino Sub-17.
En el 2008 consigue por primera vez llegar al podio obteniendo el Tercer lugar del Campeonato Sudamericano Femenino Sub-17 de 2008 celebrado en Chile. En el 2013 consigue el mismo puesto obteniendo así uno de los tres cupos de la Conmebol para el Mundial Femenino de Fútbol Sub-17 de 2014 a llevarse a cabo en Costa Rica. 

## Última convocatoria
Lista de 22 jugadoras convocados para el  CONMEBOL Sub-17 Femenina 2024.
| N.º | Nombre           | Posición      | Club                  |
| --- | ---------------- | ------------- | --------------------- |
|     | Kamila Benítez   | Portera       | Selección de Ñeembucú |
|     | Tamara Amarilla  | Portera       | Cerro Porteño         |
|     | Bárbara Olmedo   | Defensa       | Cerro Porteño         |
|     | Luz Benítez      | Defensa       | Club Olimpia          |
|     | Brisa Acosta     | Defensa       | Club Olimpia          |
|     | Erika Figueredo  | Defensa       | General Caballero     |
|     | Leticia Amarilla | Defensa       | Club Olimpia          |
|     | Yeni Alvarenga   | Defensa       | Libertad              |
|     | Denisse Leiva    | Defensa       | Murdock               |
|     | Luz Mara Godoy   | Mediocampista | General Caballero     |
|     | Katia Caballero  | Mediocampista | Resistencia           |
|     | Nataly Lezcano   | Mediocampista | Libertad              |
|     | Diana Benítez    | Mediocampista | Libertad              |
|     | Kiara Florentín  | Mediocampista | Nacional/Humaitá      |
|     | Cynthia Casco    | Mediocampista | Club Olimpia          |
|     | Larissa Rodas    | Mediocampista | EF Justo Villar       |
|     | Maite Mussi      | Mediocampista | Club Olimpia          |
|     | Sofía Franco     | Mediocampista | Cerro Porteño         |
|     | Alison Bareiro   | Delantera     | Club Olimpia          |
|     | Claudia Martínez | Delantera     | Club Olimpia          |
|     | Tatiana Escobar  | Delantera     | Club Olimpia          |
|     | Maira Sánchez    | Delantera     | Porvenir              |
| DT  | Epifania Benítez | Entrenadora   |                       |

- Nota: Los clubes mencionados de los jugadores se basan en el momento de la convocatorias.

## Historial

### Tabla General Campeonato Sudamericano Sub-17
| Campeonato | Posición | PJ | PG | PE | PP | GF  | GC  |
| ---------- | -------- | -- | -- | -- | -- | --- | --- |
| 2008       | 3° lugar | 7  | 4  | 0  | 3  | 22  | 17  |
| 2010       | 4° lugar | 6  | 2  | 1  | 3  | 10  | 11  |
| 2012       | 8° lugar | 4  | 1  | 0  | 3  | 4   | 14  |
| 2013       | 3° lugar | 7  | 5  | 1  | 1  | 17  | 10  |
| 2016       | 3° lugar | 7  | 4  | 0  | 3  | 17  | 13  |
| 2018       | 6° lugar | 4  | 1  | 1  | 2  | 7   | 5   |
| 2022       | 4° lugar | 7  | 2  | 1  | 4  | 9   | 14  |
| 2024       | 4° lugar | 7  | 3  | 2  | 2  | 13  | 9   |
| 2025       | Campeón  | 9  | 4  | 4  | 1  | 17  | 8   |
| TOTAL      | 9/9      | 58 | 26 | 10 | 22 | 116 | 101 |

### Tabla General Copa Mundial Femenina de Fútbol Sub-17
| Mundial | Posición     | PJ           | PG           | PE           | PP           | GF           | GC           |
| ------- | ------------ | ------------ | ------------ | ------------ | ------------ | ------------ | ------------ |
| 2008    | 16° lugar    | 3            | 0            | 0            | 3            | 5            | 16           |
| 2010    | No clasificó | No clasificó | No clasificó | No clasificó | No clasificó | No clasificó | No clasificó |
| 2012    | No clasificó | No clasificó | No clasificó | No clasificó | No clasificó | No clasificó | No clasificó |
| 2014    | 14° lugar    | 3            | 0            | 1            | 2            | 2            | 18           |
| 2016    | 15° lugar    | 3            | 0            | 0            | 3            | 1            | 12           |
| 2018    | No clasificó | No clasificó | No clasificó | No clasificó | No clasificó | No clasificó | No clasificó |
| 2022    | No clasificó | No clasificó | No clasificó | No clasificó | No clasificó | No clasificó | No clasificó |
| 2024    | No clasificó | No clasificó | No clasificó | No clasificó | No clasificó | No clasificó | No clasificó |
| 2025    | Clasificada  | Clasificada  | Clasificada  | Clasificada  | Clasificada  | Clasificada  | Clasificada  |
| Total   | 4/9          | 9            | 0            | 1            | 8            | 8            | 46           |

## Palmarés
- Campeonato Sudamericano Femenino Sub-17
  - 🥇Campeón (1): 2025
  - 🥉 Tercer lugar (3): 2008, 2013 y 2016